# Anders Turesson
Per Anders Turesson, född 1957, är en svensk civilingenjör och ämbetsman. Han har sedan 1994 tjänstgjort på Miljödepartementet, från 2001 som ämnesråd och svensk chefsförhandlare i internationella klimatfrågor. I den senare egenskapen ansvarade han för de svenska förberedelserna inför Förenta nationernas klimatkonferens i Köpenhamn 2009.
Han är civilingenjör från Kungliga tekniska högskolan med inriktning på lantmäteri. Han har tidigare varit handläggare på Naturskyddsföreningen och chef för alternativodlarnas organisation KRAV.